# Bucovina
A Bucovina ou Bucóvina (em ucraniano:  Буkoвинa; em romeno:  Bucovina) é uma região histórica da Europa Oriental, localizado no sopé nordeste dos Cárpatos, dividido politicamente entre dois países, Ucrânia (Tchernivtsi) e Romênia (Judeţ Suceava). Sua área total é de aproximadamente 25 mil km².

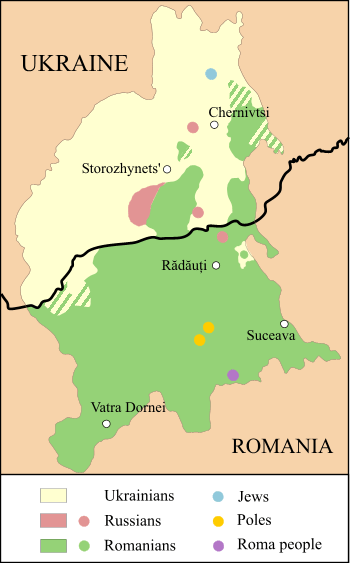
Mapa étnico da Bucovina - romena e ucraniana – segundo o censo romeno de 2002.

## Nome
A Bucovina foi, durante a Idade Média, o núcleo histórico da Moldávia, recebendo por parte dos romenos o nome de Ţara de Sus (País Alto) em contraposição ao Ţara de Jos (País Baixo), denominação recebida pela Bessarábia, localizada nas planícies ao sudoeste. O nome Bucovina se tornou oficial em 1775, quando a região, até então parte do Principado da Moldávia, passou a fazer parte das possessões da Monarquia de Habsburgo, que mais tarde tornou-se o Império Austríaco (1804) e, posteriormente (1867), no Império Austro-Húngaro. O nome oficial em alemão, die Bukowina, que a província recebeu durante o período em que foi governada pelos austríacos (1775-1918), vem da forma polonesa Bukowina, que, por sua vez, vem de uma palavra comum entre as línguas eslavas que significa "faia", por exemplo бук (buk) em ucraniano, relacionada também com o alemão Buche.
Outro nome alemão para a região, das Buchenland, que tem uma utilização essencialmente literária, também significa Terra das Faias. Também em romeno, em contextos literários, às vezes se usa o nome Ţara Fagilor (País das Faias).
Hoje em dia o nome não é oficial nem na Ucrânia nem na Romênia, embora às vezes seja usado para se referir ao Oblast de Tchernivtsi (já que 2/3 do território do Oblast constitui a parte norte da Bucovina). Na Romênia se fala em Bucovina do Norte para se referir ao Oblast de Tchernivtsi e Bucovina do Sul para se referir ao distrito romeno de Suceava, embora apenas 10% do distrito seja território da região histórica da Bucovina.

## Geografia
A parte sudoeste da Bucovina é montanhosa, correspondendo às vertentes norte das montanhas dos Cárpatos, que marcam as fronteiras sul e oeste da Bucovina. A parte nordeste é uma peneplanície de depósitos aluviais (loess) correspondentes à planície Sarmática.
O clima é continental, com invernos frios (-4°C de temperatura média em janeiro) e verões quentes (25°C de temperatura média em julho) e um regime de precipitações muito moderado (cerca de 635 mm/ano), com a maior pluviosidade durante o verão.
A Bucovina é drenada por numerosos rios da bacia do Mar Negro: o Moldava, o Siret, o Prut e o Dniestre, sendo este último o que constitui as fronteiras norte e leste da Bucovina.

## História

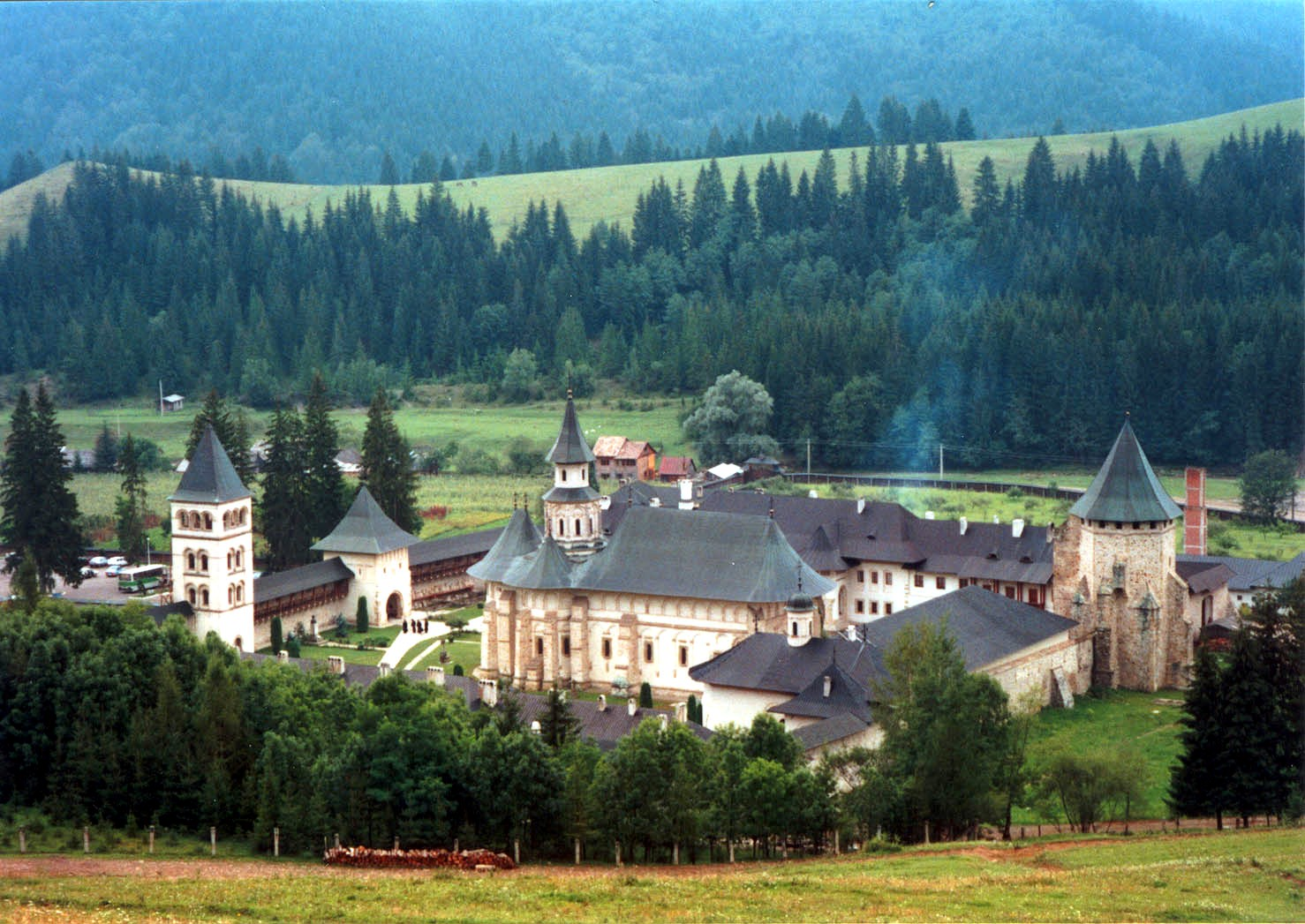
Mosteiro de Putna, na Bucovina, construído pelo senhor romeno Stephen III da Moldávia entre 1466 e 1469.

Na antiguidade, o território que muito mais tarde seria chamado de Bucovina era habitada pelos dácios, citas e sármatas. O Império Romano apenas momentaneamente dominou alguns setores do território, integrando-o à província da Dácia, embora o controle territorial tenha sido mantido principalmente pelos dácios livres, conhecidos como carpos. Desde o século III as regiões mais planas foram invadidas sucessivamente por godos, hunos e ávaros, estes últimos já no século IV. No século VII, ante os vazios demográficos presentes, houve uma substituição de população na área setentrional, que teve como principais protagonistas os agricultores eslavos, entre as quais estavam os pechenegues. Em seguida, a região foi incluída como um Estado vassalo da Rússia de Quieve e de um dos Estados que lhe sucederam, o Reino da Galícia e Lodoméria, que sucumbiu à invasão de tártaros e mongóis entre o fim do século XIII e início do XIV, embora a população de origem dácia latinizada (ou seja, romena ou valaca) tenha se mantido dominante demograficamente nas zonas montanhosas e na metade sul do território.
No século XIV a Bucovina se tornou a base do núcleo do Principado da Moldávia, estado com preponderância étnica e política romena. Após 1513, a Moldávia começou a pagar um tributo anual para o Império Otomano, mas manteve-se autônoma e continuou a ser governada por um príncipe/voivoda romeno, conhecido como Domnitor ou Hospodar, algo como um Lorde em inglês ou um Dom em português.
Em maio de 1600, o Domnitor romeno Miguel, o Valente, conseguiu unir os três principados romenos medievais da Transilvânia, da Valáquia e da Moldávia em um país que incluía toda a Bucovina.

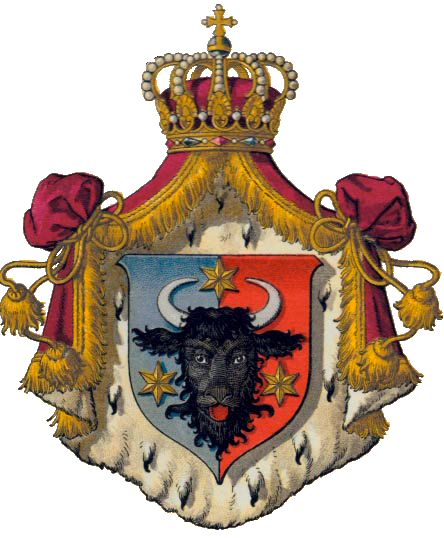
Escudo do Ducado da Bucovina sob Império dos Habsburgo.

Por alguns períodos curtos, durante guerras, o Reino da Polônia ocupou partes do norte da Moldávia. No entanto, a velha fronteira foi restabelecida algumas vezes, como por exemplo, em 14 de outubro de 1703. O delegado polonês Martin Chometowski afirmou "Entre nós e a Valáquia (um nome historicamente utilizado para se referir a Moldávia) Deus criou o Rio Dniestre como uma fronteira" (Inter nos et Valachiam ipse Deus flumine Tyras dislimitavit).
Entre 1769 e 1774 o Império da Rússia tomou o território dos turcos. No entanto, a Turquia cedeu a Bucovina para o Império Austríaco em 21 de Julho 1774, ao cumprir os tratados de Kuchul-Kainazhi e de Passarowitz. A Rússia aceitou essa cessão em troca de uma compensação territorial na Galícia. Assim, a Bucovina tornou-se parte do Estado austríaco, em parte por causa dos combates entre grupos étnicos na região, por exemplo a guerra entre os magiares do grupo ‘’szekeli’’ e os romenos-moldavos, que culminou com a ‘’Batalha do Vale Alba’’.
Mesmo depois da Revolução Liberal de 1848 que tinha como uma de suas implicações a transformação do Império Austríaco em uma "monarquia dual austro-húngara", a Bucovina, bem como as regiões adjacentes, foram mantidas sob controle direto da Áustria - como um Kronland ou Território da Coroa, até o final da Primeira Guerra Mundial em 1918.

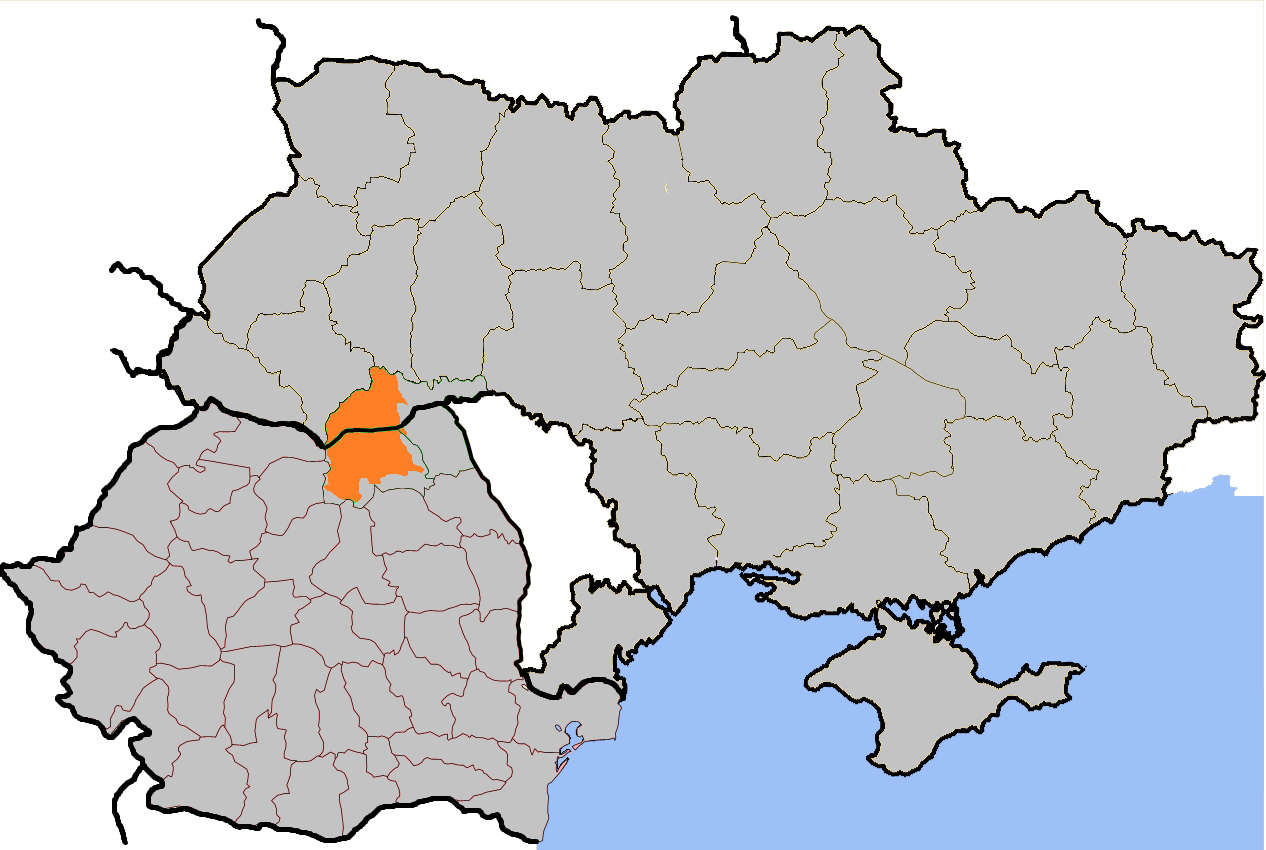
A região da Moldávia histórica em destaque [onde?], com a Bucovina em verde.

Sob a dominação austríaca, primeiramente tornou-se parte da diocese de Rădăuţi, ficando a Bucovina - a partir de 1787 – como um distrito da Galícia e mais além - a partir de 1849 - como um território governado diretamente pela Coroa Austríaca, como uma das Províncias Cisleitânicas (ou seja, sob o poder direto da coroa dos Habsburgo), com o nome de Ducado da Bukowina ou Buchenland. Tornava-se assim uma estratégica Kronland (Território da Coroa), um ducado que foi uma espécie de cunha econômica e ideológica-cultural pangermanista na Europa Oriental.
Ao final da Primeira Guerra Mundial, o Sfatul Ţării (O Conselho do País) da Bucovina votou pela união com a Romênia, o que foi ratificado pelo Tratado de Saint-Germain-en-Laye de 1919. Em 1940, a Romênia, com o rei Carlos II, foi forçada a aceitar um ultimato da União Soviética sobre o norte da Bucovina. No final da Segunda Guerra Mundial, toda a Bucovina se encontrava em posse da URSS, após a derrota do Terceiro Reich. Em 1947, no Tratado de Paris os atuais limites foram estabelecidos, deixando a metade norte da Bucovina na União Soviética, como parte da República Socialista Soviética da Ucrânia e a metade sul tornou-se parte da Romênia. Após a dissolução da URSS em 1991, a Bucovina do Norte passou diretamente para a atual República da Ucrânia constituindo o Oblast de Tchernivtsi, que reúne a maioria da população e do território da Bucovina do Norte, já que tinha em 2006 uma área de 10.410 km² e uma população (75% ucraniana) de aproximadamente 730.000 habitantes. Na Bucovina do Sul ou Bucovina Romena a população e a área territorial são aproximadamente as mesmas, sendo complementadas pelo pequeno setor da Bucovina setentrional que faz parte da República da Moldávia.

## População
Ainda que mais da metade da população fosse considerada rural em 2005, os principais centros urbanos são: Chernivtsi (Cernăuţi em romeno e Чернівці - Chernivtsi - em ucraniano) cidade que foi a capital e principal centro cultural, atualmente localizado em território ucraniano, como capital da província homônima de Chernivtsi, enquanto que Suceava, Siret, Dorohoi, Câmpulung Moldovenesc e Rădăuţi estão na Romênia.
Segundo o censo romeno de 2002, na Bucovina do Sul ou Bucovina Romena 97,5% da população é etnicamente romena, havendo uma minoria de 1,2% de ucranianos. Por seu lado, para a Bucovina Norte ou Ucraniana, o censo ucraniano de 2001 apontava que 75% da população (684.168 pessoas) era de nacionalidade ucraniana, enquanto que falantes de língua romena se dividem em 12,5% de romenos (114.600 pessoas) e 7,3% de moldavos (67.000 pessoas), além de 4,1% de russos. Há também grupos de ciganos. No sudeste da região (distritos de Putilo e Vizhnitsa) se encontra a região histórico-etnográfica da Hutsulshchyna, habitada pelos hutsuls, subgrupo étnico ucraniano, culturalmente influenciado pelos romenos e outros povos dos Balcãs, embora se auto-identifiquem como ucranianos.

## Localidades importantes

### Bucovina setentrional (Ucrânia)
- Chernivtsi (romeno: Cernăuţi)
- Hlyboka (romeno: Hliboca)
- Sadagóra (romeno: Sadagura)
- Storozhynets (romeno: Storojineţ)
- Vyzhnytsia (alemão: Wiznitz; romeno: Vişniţa)

### Bucovina meridional (Romênia)
- Cajvana
- Câmpulung Moldovenesc
- Solca
- Rădăuţi
- Suceava

## Economia
Os solos são muito férteis, o que facilitou a existência de densas florestas (as florestas ainda cobrem 60% do território). As faias ocupam as altitudes médias e as coníferas (principalmente abetos) as zonas elevadas. A existência das florestas tem favorecido a indústria madeireira. Também importante é a agricultura de cereais nas regiões planas. Há alguma mineração de pequeno porte com extração de petróleo e sal.